# Ducula cineracea
Ducula cineracea là một loài chim trong họ Columbidae.